# Sultanaat van de Maldivische Eilanden
Het Sultanaat van de Maldivische Eilanden of Sultanaat van de Maledivische Eilanden  was van 1153 tot 1968 een sultanaat op de Malediven in de Indische Oceaan.

## Geschiedenis
Het sultanaat werd opgericht op 7 juli 1153 toen de laatste boeddhistische koning van de Malediven bekeerde tot de islam. Gedurende een groot deel van zijn bestaan was het een zelfstandig sultanaat, maar in de 16e eeuw werd het voor enige tijd door de Portugezen bezet. In de 17e eeuw kwamen de eilanden vervolgens onder protectie van de VOC te staan en eind 18e eeuw onder protectie van de Britten. Op 1 januari 1953 werd de republiek uitgeroepen, maar op 7 maart 1954 werd het sultanaat weer hersteld. Op 26 juli 1965 werden de Malediven onafhankelijk van het Verenigd Koninkrijk. Op 11 maart 1968 werd de Republiek der Malediven opnieuw uitgeroepen en kwam het sultanaat, na ruim 800 jaar, definitief ten einde.

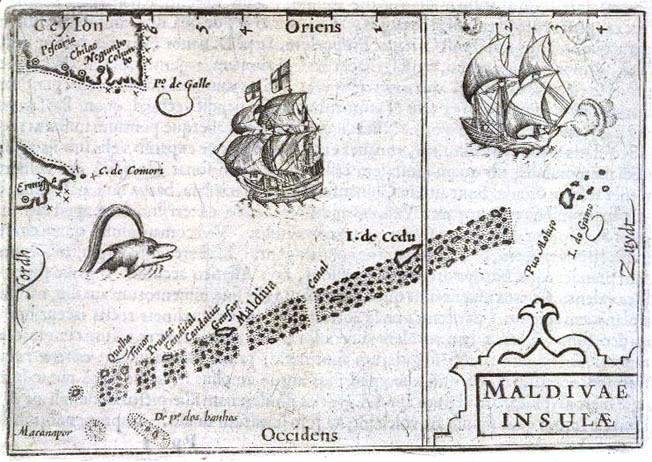
Kaart van de Malediven uit 1598.